# Riedelia schlechteri
Riedelia schlechteri är en enhjärtbladig växtart som beskrevs av Theodoric Valeton. Riedelia schlechteri ingår i släktet Riedelia och familjen Zingiberaceae. Inga underarter finns listade i Catalogue of Life.